# Argyll CMS
Argyll CMS (dove CMS sta per Color Management System) è un software per la gestione digitale del colore compatibile con gli standard ICC. È stato scritto da Graeme Gill ed è disponibile come software open source distribuito in parte con licenza GNU GPL e per la maggior parte con altra licenza non-GPL.  Può creare profili di colore che rispettano gli standard ICC per scanner, macchine fotografiche digitali e telecamere digitali. Può calibrare e profilare uno o più monitor collegati allo stesso computer, così come può calibrare e profilare stampanti sia RGB che CMYK.
Sul sito ufficiale sono disponibili anche i file eseguibili precompilati per tutti i sistemi operativi più diffusi (Microsoft Windows, Apple OS X e GNU/Linux).
Non ha un'interfaccia grafica e si usa da riga di comando. Tuttavia sono disponibili in rete molte interfacce grafiche realizzate da terze parti. Risulta essere uno strumento molto avanzato per la gestione digitale del colore capace di intervenire su moltissimi parametri tanto da essere divenuto un punto di riferimento per i professionisti o per gli utenti avanzati nella gestione digitale del colore.